# ادوارد آی. ادواردز
ادوارد آی. ادواردز (به انگلیسی: Edward Irving Edwards) سناتور سابق عضو حزب دموکرات ایالات متحده آمریکا بود. وی در سال ۱۹۲۳ تا ۱۹۲۹ میلادی سناتور ایالت نیوجرسی در سنای ایالات متحده آمریکا بود.